# Kenji Baba
Kenji Baba (馬場 賢治?, Baba Kenji; Hiratsuka, 7 luglio 1985) è un ex calciatore giapponese, di ruolo centrocampista.

## Carriera
Inizia la carriera agonistica nel Vissel Kobe, società con cui esordisce in massima serie giapponese nel 2009. L'anno seguente passa in prestito allo Shonan Bellmare, sempre in massima serie, per poi tornare alla squadra madre.
Nel 2012 torna a giocare per lo Shonan Bellmare, retrocesso in cadetteria. Con il Bellmare riottiene l'immediata promozione in massima serie grazie al secondo posto nella J. League Division 2 2012. Retrocede con il suo club in cadetteria al termine della J. League Division 1 2013.
Negli anni seguenti milita nei club cadetti del Mito HollyHock, del Kamatamare Sanuki, dell'Oita Trinita e poi del Gifu.